# Parafia św. Mikołaja w Ligocie Prószkowskiej
Parafia św. Mikołaja – rzymskokatolicka parafia położona przy ulicy Szkolnej 56 w Ligocie Prószkowskiej. Parafia należy do dekanatu Prószków w diecezji opolskiej.

## Historia parafii
Parafia w Ligocie Prószkowskiej wzmiankowana była już w 1335 roku, w rejestrze dziesięcin. Od XVI wieku Ligota Prószkowska była filią parafii św. Jerzego w Prószkowie. Kościół parafialny pochodzi z XVIII wieku. Ponowne erygowanie parafii nastąpiło w 1944 roku.
Proboszczem parafii jest ksiądz Jan Wolnik.

## Zasięg parafii
Do parafii należy 870 wiernych, będących mieszkańcami miejscowości: Ligota Prószkowska i Jaśkowice.

### Inne kościoły i kaplice
Terytorialnie do parafii należy również:
- kaplica w klasztorze Sióstr Franciszkanek Szpitalnych.

### Szkoły i przedszkola
- Publiczna Szkoła Podstawowa w Ligocie Prószkowskiej,
- Publiczne Przedszkole w Ligocie Prószkowskiej[3].

## Domy zakonne
- Zgromadzenia Sióstr Franciszkanek Szpitalnych w Ligocie Prószkowskiej[3].

## Duszpasterze

### Kapłani po 1945 roku
- ks. Jan Chlebik,
- ks. Bogusław Deyk,
- ks. Gerard Sobota,
- ks. Józef Szwarc
- ks. Jan Wolnik[2].